# Emmanuel Collard

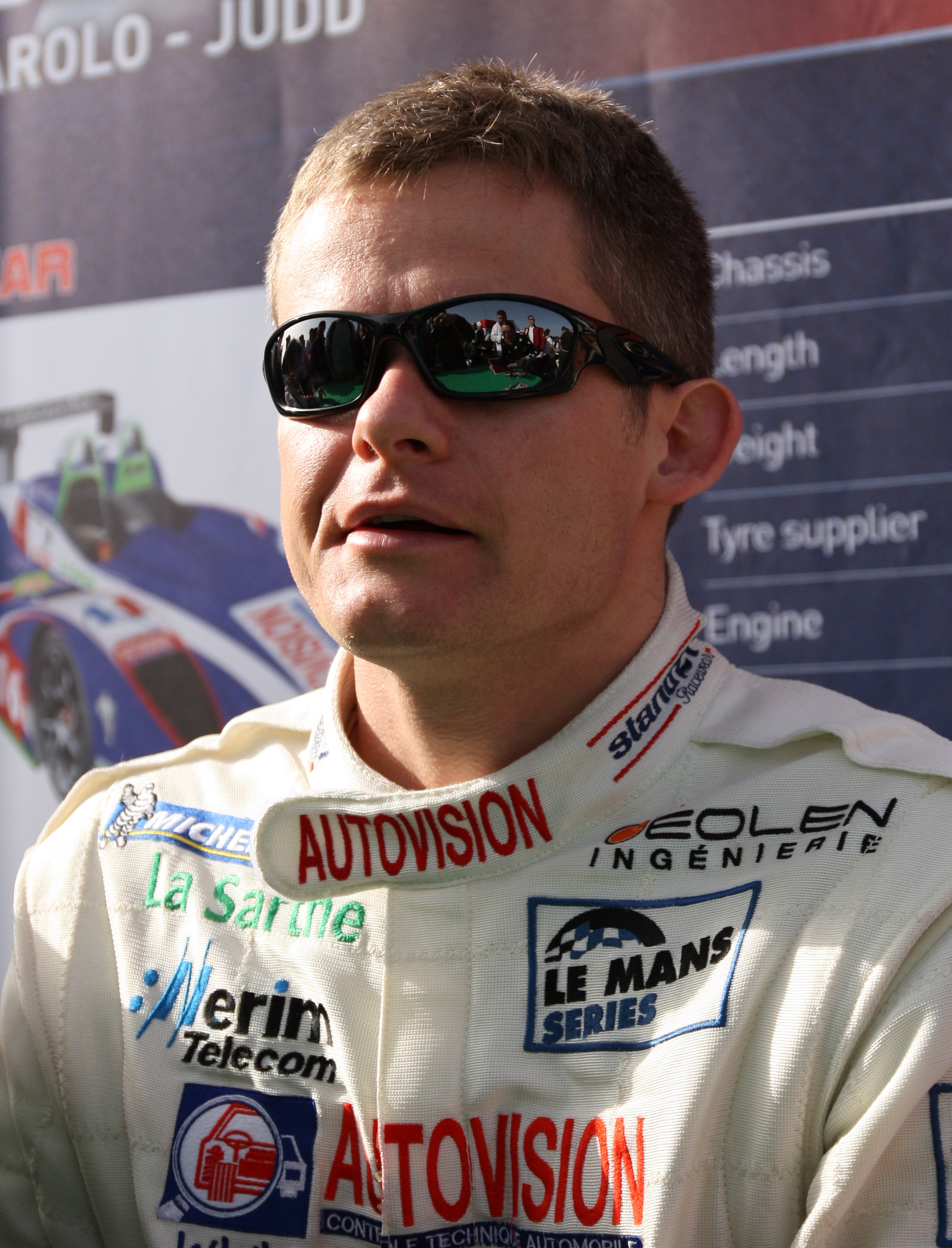
Emmanuel Collard in 2011

Emmanuel Collard (Arpajon, 3 april 1971) is een Frans autocoureur.
Nadat hij vlot de klassen in de karting had doorlopen, ging hij in 1989 in de Formule Renault rijden. Zijn eerste seizoen werd hij onmiddellijk tweede in het algemeen klassement. De winter erna kon hij al testen in de Formule 1 voor Ligier. Hij werd op die manier de jongste rijder ooit in de Formule 1 totdat Nico Rosberg dit record verbrak in 2002.
Terwijl hij testrijder was van het Franse team, reed hij in 1990 in de Formule Renault waarin hij kampioen werd. Daarna was hij ook erg succesvol in de Formule 3 maar in de Formule 3000 ging het in 1992 en 1993 minder vlot. Hij kon echter blijven testen voor renstallen als Benetton, Williams en Tyrrell. Hij was erg dicht bij een racedebuut voor Tyrrell maar door budgetproblemen kon het Britse team haar afspraken niet nakomen. Ken Tyrrell vond het wel jammer dat hij een getalenteerde rijder als Collard geen kansen kon geven.
Hierop ging hij in 1995 in de Porsche Supercup rijden, waarin hij snel een van de betere rijders werd. Een jaar later werd hij al kampioen. Hij werd hierdoor fabriekscoureur voor Porsche in het FIA GT Kampioenschap. Zijn naam bleef ondertussen ook circuleren in de Formule 1-paddock, als eventueel vervanger van Shinji Nakano bij Prost Grand Prix. Motorenleverancier Mugen Honda wilde echter niet weten van een vervanging van de Japanse rijder en Alain Prost moest afzien van zijn plannen. In 1997 leek hij dankzij een blessure van Olivier Panis dan eindelijk zijn debuut te kunnen maken in de Formule 1, maar Prost koos onder druk van Flavio Briatore uiteindelijk voor Jarno Trulli.
Collard besloot hierop zich maar te gaan richten op de enduranceracing. Hierin werd hij rijder bij uitstek voor de grote merken. Hij won ook de 24 uur van Daytona 2005 en werd in 2005 en 2006 kampioen in de Le Mans Series voor Pescarolo Sport.